# Еррера-де-Пісуерга
Еррера-де-Пісуерга (ісп. Herrera de Pisuerga) — муніципалітет в Іспанії, у складі автономної спільноти Кастилія-і-Леон, у провінції Паленсія. Населення — 2348 осіб (2010).
Муніципалітет розташований на відстані близько 250 км на північ від Мадрида, 65 км на північ від Паленсії.
На території муніципалітету розташовані такі населені пункти: (дані про населення за 2010 рік)
- Еррера-де-Пісуерга: 2072 особи
- Наверос-де-Пісуерга: 33 особи
- Ольмос-де-Пісуерга: 61 особа
- Вентоса-де-Пісуерга: 110 осіб
- Вільябермудо: 72 особи

## Демографія
Динаміка населення (INE ):

## Галерея зображень

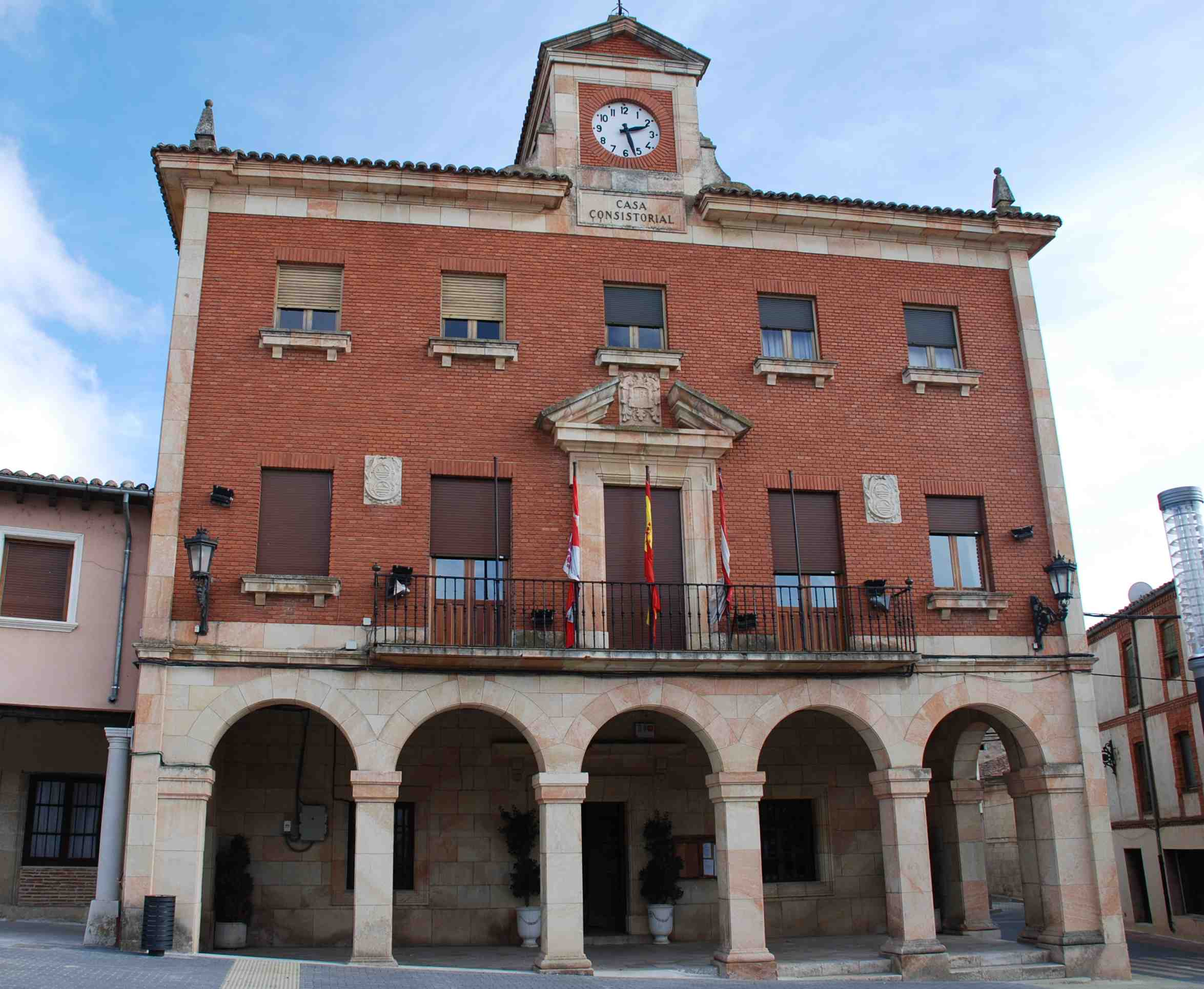
Муніципальна рада